# Tuyên Quang (provins)
Tuyên Quang är en provins i norra Vietnam. Provinsen består av stadsdistriktet Tuyên Quang (huvudstaden) och fem landsbygdsdistrikt: Chiem Hoa, Ham Yen, Na Hang, Son Duong samt Yen Son.